# Péricles (cartunista)
Péricles de Andrade Maranhão (Recife, 14 de agosto de 1924 – Rio de Janeiro, 31 de dezembro de 1961) foi um cartunista brasileiro de grande sucesso nos anos 1940 e 1950.
Criado em Pernambuco, em 1942 Péricles mudou-se para o Rio de Janeiro, onde começou sua carreira nos veículos dos Diários Associados, de Assis Chateaubriand com As aventuras de Oliveira, o Trapalhão, publicadas na revista A Cigarra, também publicado como tira na revista O Guri.
Em outubro de 1943 a revista O Cruzeiro começou a publicar as histórias do Amigo da Onça, que se transformaria em um dos personagens mais populares do país, criado a pedido de Leão Gondim, editor da revista O Cruzeiro, inspirado nos cartoons Enemies of Man da revista americana Esquire e El enemigo del Hombre, personagem criado por Guillermo Divito para a revista argentina Patoruzú, seu nome veio de uma anedotaː
| “ | Dois caçadores conversam em seu acampamento: — O que você faria se estivesse agora na selva e uma onça aparecesse na sua frente? — Ora, dava um tiro nela. — Mas se você não tivesse nenhuma arma de fogo? — Bom, então eu matava ela com meu facão. — E se você estivesse sem o facão? — Apanhava um pedaço de pau. — E se não tivesse nenhum pedaço de pau? — Subiria na árvore mais próxima! — E se não tivesse nenhuma árvore? — Sairia correndo. — E se você estivesse paralisado pelo medo? Então, o outro, já irritado, retruca: — Mas, afinal, você é meu amigo ou amigo da onça? | ” |

Na mesma revista, colaborou na sessão Pif-Paf, escrita por Millôr Fernandes.
Dono de uma personalidade atormentada, o sucesso fez com que o cartunista passasse a odiar sua criação, pois era sempre citado como "O criador do Amigo da Onça". Apesar disso, continuou ilustrando suas histórias semanalmente, por 17 anos ininterruptos.
Morreu na noite de domingo, 31 de dezembro de 1961, véspera de ano novo de 1961 para 1962, em seu apartamento no Rio de Janeiro, abrindo o gás, mas, antes, fixou na porta um cartaz onde se lia: "não risquem fósforos". O cartunista cometeu suicídio aos 37 anos.
Sobre ele, escreveu o poeta Carlos Drummond de Andrade: "A solidão do caricaturista seria talvez reação contra a personagem, que o perseguia, que lhe era necessária e que lhe travara os meios de comunicar-se e comungar com outros seres".